# Viking Line

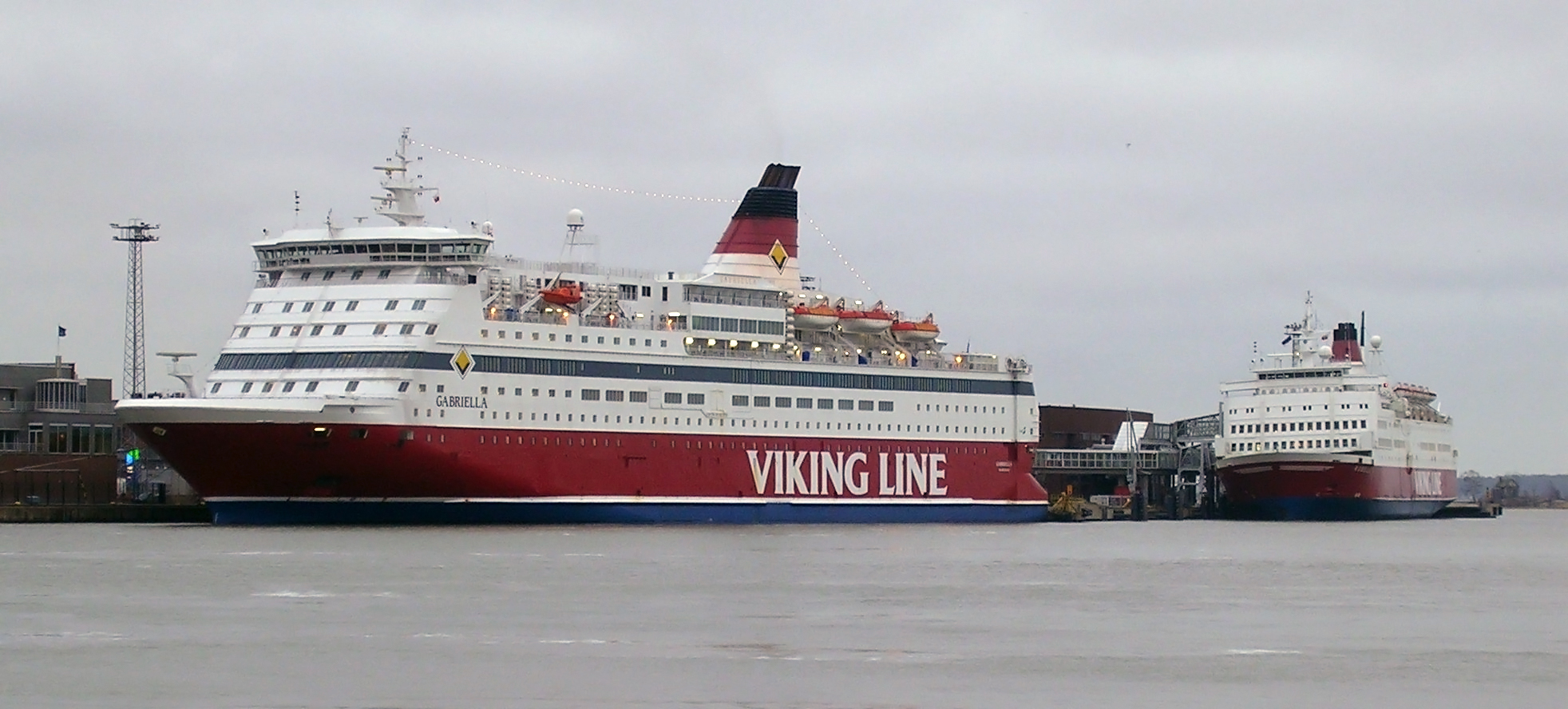
Le Gabriella et le Rosella à Helsinki en novembre 2006.

Viking Line (OMX : VIK1V) est une importante compagnie maritime finlandaise qui dessert en ferry la Finlande continentale, les îles Åland, la Suède et l'Estonie. Elle est cotée à la bourse de Helsinki. Créée en 1959, la société est alors le fruit de l'association de deux compagnies maritimes finlandaises et une suédoise destinée à améliorer la desserte des îles Åland. Guidée par l'augmentation du trafic tout au long des années 1970 et la concurrence avec le consortium rival opérant sous la marque Silja Line, Viking Line sera à partir des années 1980 le précurseur du concept des « cruise-ferries », croisement entre un navire de croisières et un car-ferry classique. Ceci donnera alors lieu à une importante émulation entre les deux opérateurs qui verra la mise en service de plus en plus imposants et luxueux. Si la compagnie domine largement le marché au début des années 1990, une succession d'évènements malencontreux viendra enrayer son développement fulgurant. Ayant déjà été privée d'un de ses trois actionnaire historiques en 1987, elle en perdra un deuxième en 1993, ce qui entrainera la cession d'une partie de sa flotte, dont la plupart de ses plus grands navires. Malgré cette déconvenue, Viking Line parviendra à se maintenir grâce à la qualité de son service et à la fidélité de sa clientèle pour enfin retrouver une santé financière proche de son âge d'or à l'aube des années 2010.

## Histoire

### 1959-1970

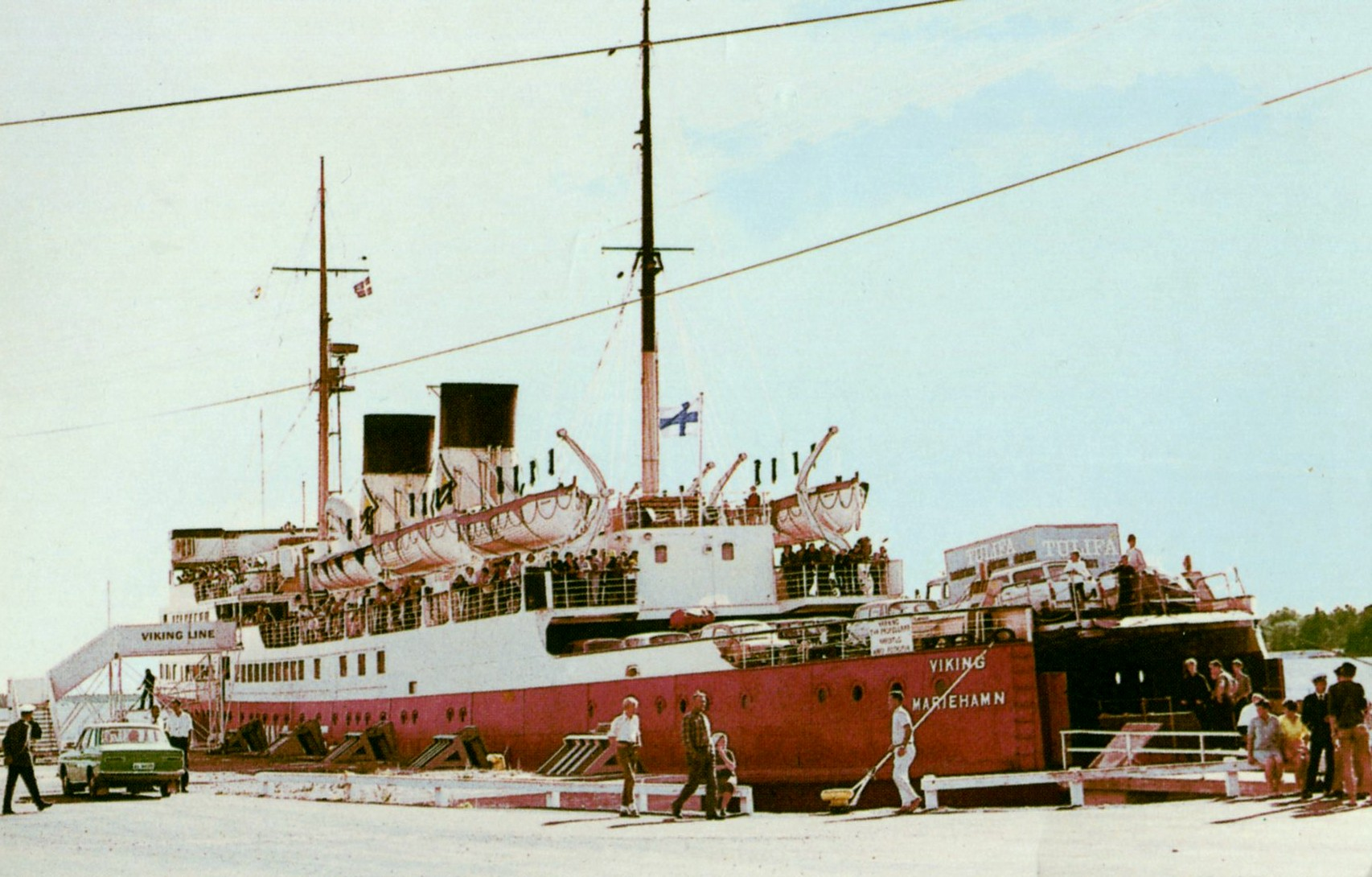
le Viking, dans les années 1960.

Les origines de la compagnie Viking Line remontent à l'année 1959 lorsque plusieurs marins et hommes d'affaires de la province d'Åland, archipel finlandais suédophone, décident de s'associer pour créer la société Rederi Ab Vikinglinjen. Dès lors, la jeune entreprise achète son premier navire, le vapeur anglais Dinard, rebaptisé Viking et mis en service entre Korpo, Mariehamn et Gräddö, en Suède
,. La même année, Rederi AB Slite, une société suédoise basée à Gotland, démarre son activité sur la ligne Simpnäs (Suède) - Mariehamn.
En 1962, à la suite d'un désaccord, un groupe de collaborateurs quitte Rederi Ab Vikinglinjen afin de former leur propre armement : Rederi Ab Ålandsfärjan, qui commence son activité entre Gräddö et Mariehamn l'année suivante.
Très vite, les trois armateurs comprennent que la concurrence qu'ils se livrent risque de peser sur le trafic à long terme. Ainsi, à partir de 1965, Vikinglinjen et Slite commencent à se rapprocher, et en juillet 1966, les trois compagnies s'associent afin de commercialiser leurs services sous une seule et même marque : Viking Line. Afin d'éviter toute confusion avec le nouveau nom commercial, Rederi Ab Vikinglinjen change son nom en Rederi Ab Solstad. Les navires du consortium adoptent une livrée rouge, portée à l'origine par les navires de Slite,(la couleur rouge foncé aurait été inspirée par le rouge à lèvres de la femme du président de Slite). En 1967, Rederi Ab Ålandsfärjan modifie aussi son nom pour devenir SF Line. Enfin, Rederi Ab Solstad devient Rederi Ab Sally en 1970.
La marque Viking Line n'étant qu'à but commercial, chaque société du consortium conserve sa flotte individuelle qu'elle affecte sur les lignes de son choix, avec des accords sur les horaires. Bien que regroupés sous une marque collective, les navires de chaque société étaient facile à distinguer, ceux exploités par Sally comportaient systématiquement le préfixe Viking dans leurs noms, les unités de Slite étaient baptisé d'après des personnages des mythologies romaine et grecque, quant à la flotte de SF Line, chacun des navires avait un nom se terminant par -ella.

### 1970-1985
Tout au long des années 1970, Viking Line connaîtra une croissance incessante liée à l'évolution constante du trafic, et se frottera à la rude concurrence du consortium rival Silja Line.

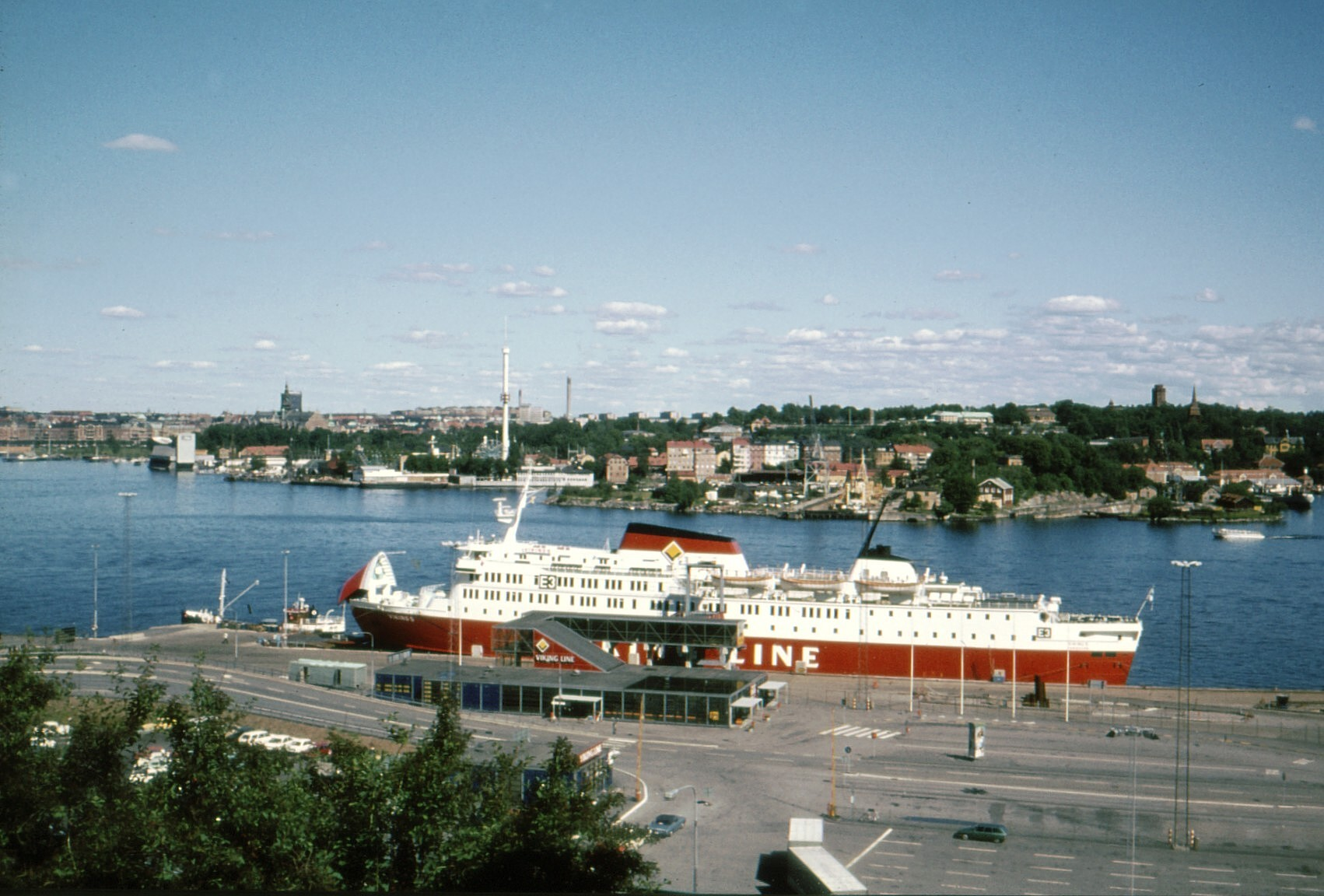
Le Viking 5, construit en 1974, premier navire de Viking Line à naviguer entre Helsinki et Stockholm.

Entre 1970 et 1973, Slite et Sally prennent livraison de cinq sister-ships commandés aux chantiers allemand Meyer Werft de Papenburg, les Apollo et Diana pour Slite et les Viking 1, Viking 3 et Viking 4 pour Sally. En 1973, la compagnie ouvre une ligne entre Turku, Mariehamn et Stockholm, et entre en concurrence directe avec Silja Line. En 1974, Sally s'installe entre Helsinki et Stockholm, et restera pendant longtemps la seule société du consortium à exploiter ses navires sur cette ligne, également desservie par Silja Line. Cette nouvelle ligne est inaugurée avec un sister-ship amélioré de la classe Apollo, le Viking 5.

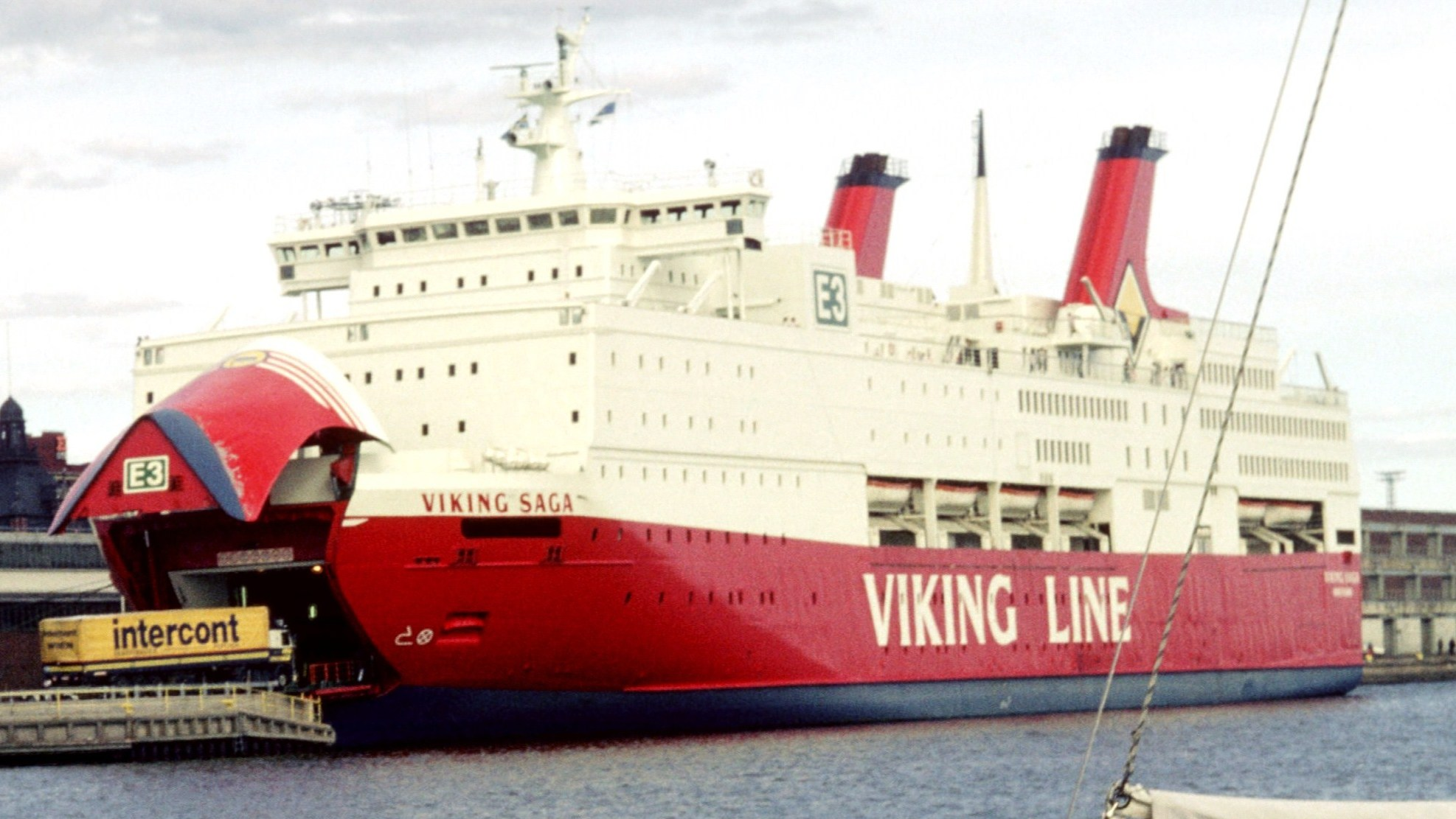
Le Viking Saga, mis en service en 1980 entre Helsinki et Stockholm.

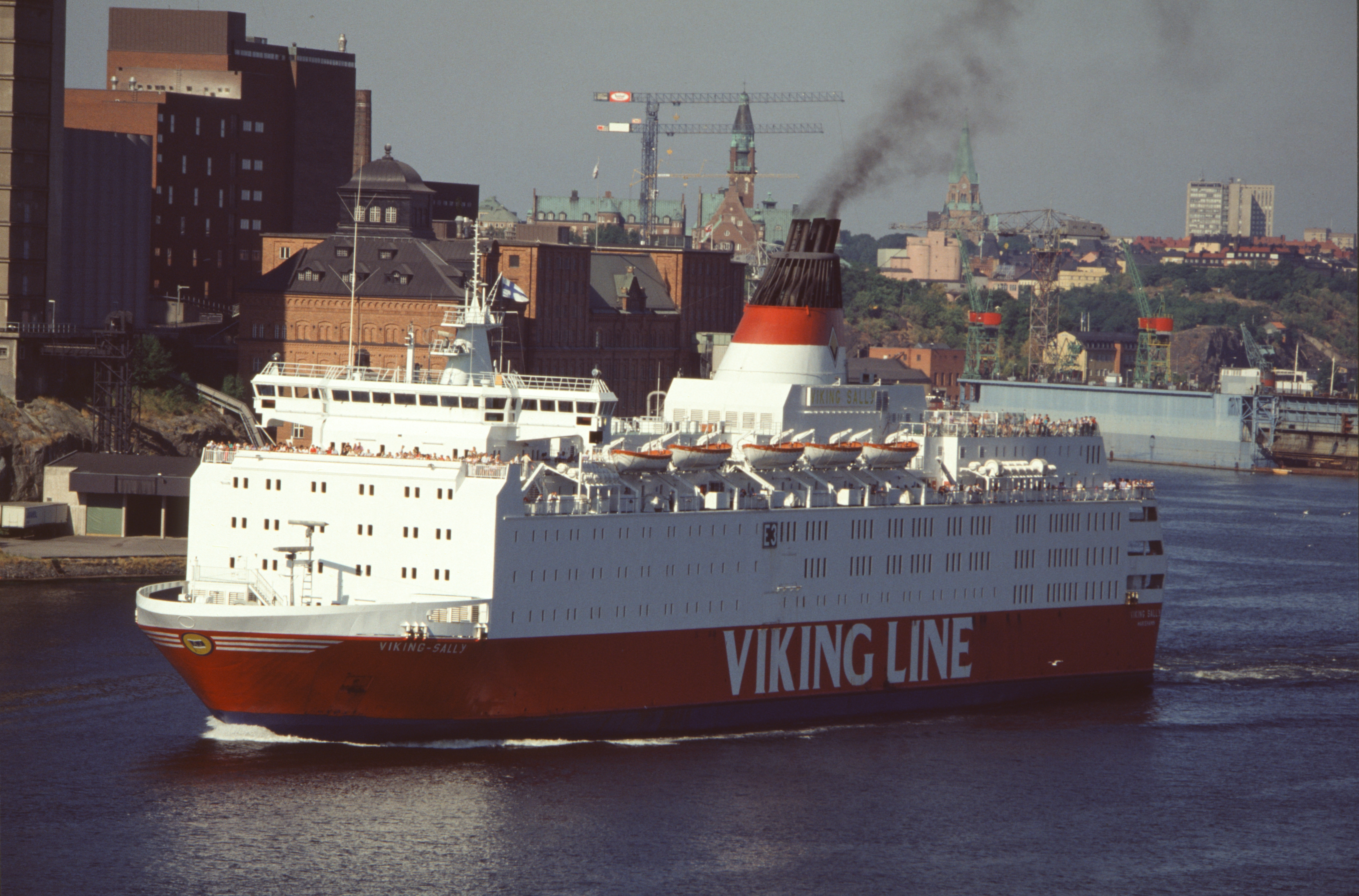
Le Viking Sally, mis en service entre Turku - Mariehamn et Stockholm.

Durant la seconde moitié des années 1970, Sally s'impose comme la société dominante du consortium et passe successivement les commandes de trois grands car-ferries aux dimensions jusqu'ici jamais atteintes par la compagnie, les sister-ships Viking Saga et Viking Song pour la ligne Helsinki - Stockholm et le Viking Sally pour Turku - Mariehamn - Stockholm. Tous trois sont mis en service en 1980. De son côté, SF Line prend livraison des sister-ships Turella en 1979 et Rosella en 1980 et Slite met en service le Diana II en 1979. Au début des années 1980, Sally décide d'étendre ses activités au-delà de la Baltique, cependant, ces affaires se révèlent non rentables, si bien que Sally ne peut plus investir dans la construction de nouvelles unités pour Viking Line.

### 1985-1995
Durant cette période, Viking Line devra faire face à de nombreux obstacles, notamment la perte de deux de ses actionnaires. Cependant, la compagnie parviendra à tenir la corde pour finalement se sortir de ce gouffre.

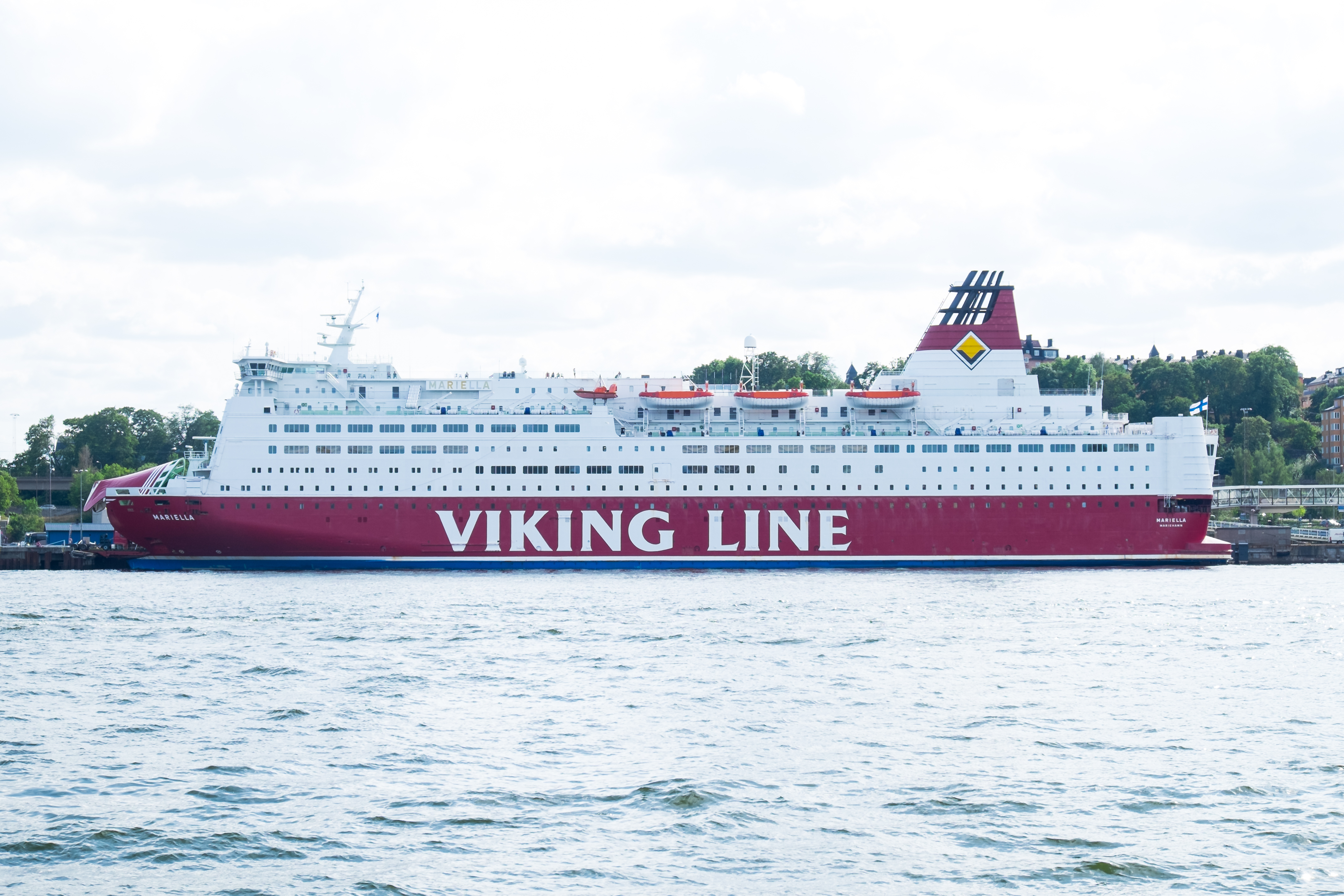
Le Mariella, plus grand ferry du monde de 1985 à 1989.

En 1985, Viking Line prend livraison du cruise-ferry Mariella, plus grand car-ferry au monde, commandé par SF Line et mis en service entre Helsinki et Stockholm en remplacement du Viking Song, marquant la fin du monopole de Sally sur cette ligne. L'année suivante, Slite réceptionne l‘Olympia, sister-ship du Mariella, évinçant de ce fait Sally de la ligne Helsinki - Stockholm. Alors que Slite et SF Line commandent de nouvelles unités, Sally se retrouve dans une situation financière de plus en plus critique et en 1987, Effoa et Johnson Line, les sociétés propriétaires de Silja Line, en font l'acquisition. En conséquence, SF Line et Slite forcent Sally à quitter le consortium et rachètent ses parts.

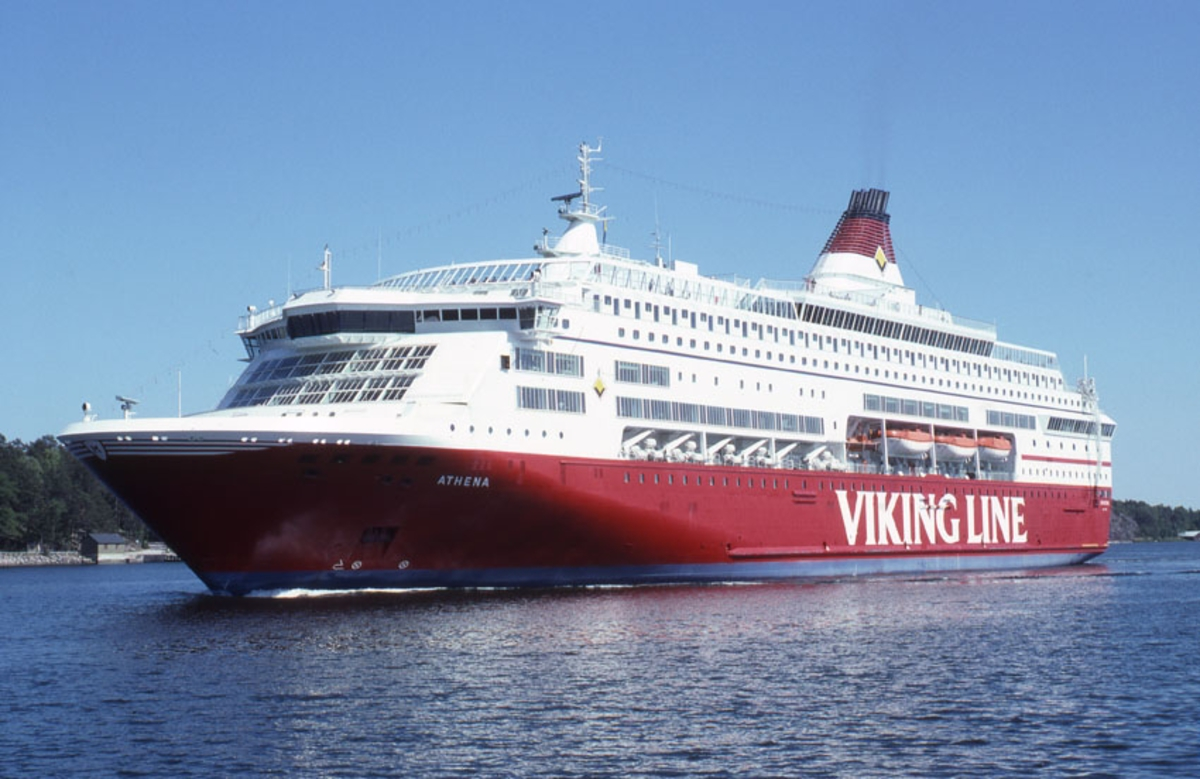
L‘Athena, mis en service en 1989.

Entre 1988 et 1990, SF Line prend livraison de trois nouveaux navires, les sister-ships Amorella et Isabella et le gigantesque Cinderella, plus grand car-ferry au monde. Slite réceptionne de son côté les cruise-ferries jumeaux Athena en 1989 et Kalypso en 1990. Cependant, alors que le Cinderella et les Athena et Kalypso sont encore en construction, le chantier Wärtsilä d'Helsinki fait faillite. SF Line évite les répercussions financières, la construction du Cinderella ayant été payée en plusieurs fois. Slite n'a pas cette chance, le contrat de construction duKalypso étant plus traditionnel, le payement devait être réglé à la livraison du navire. Afin d'achever la construction, Slite doit verser des sommes supplémentaires. Malgré ces problèmes financiers, Viking Line possède en 1990 la plus grande et la plus moderne flotte de cruise-ferries.

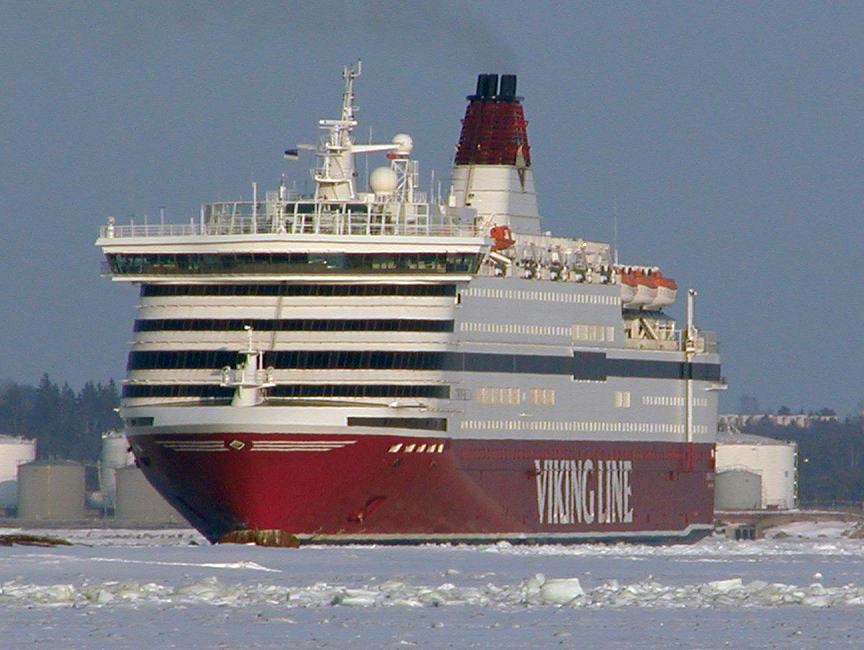
Le Cinderella plus grand cruise-ferry au monde à sa mise en service en 1989.

En 1989, Slite passe commande d'un cruise-ferry aux dimensions inégalées, l‘Europa, prévu pour être le futur navire amiral de Viking Line, aux chantiers Meyer Werft. Malheureusement, en 1993, alors que le navire est presque achevé, la Suède entre dans une crise économique et la couronne suédoise est dévaluée à 10%, entraînant de graves difficultés financières pour Slite. La livraison de l‘Europa ayant dépassé les 400 millions de couronnes, Slite n'est pas en mesure d'acquérir le navire et la banque Nordbanken refuse de financer la société. De ce fait, l‘Europa intègre la flotte du concurrent Silja Line et Rederi Ab Slite est liquidée.
À la suite de la disparition de Slite, SF Line devient l'unique propriétaire de Viking Line. Les trois navires de Slite, l‘Athena, le Kalypso et l‘Olympia sont mis aux enchères en août 1993,. Une offre de SF Line pour la reprise du Kalypso est déposée mais le navire et son sister-ship sont vendus à la compagnie malaisienne Star Cruises.

### 1995-2010
Après une période compliquée marquée par le rachat de Sally et la faillite de Slite, SF Line est désormais le seul propriétaire de Viking Line. La compagnie a perdu quatre navires de sa flotte et son fleuron, l‘Europa, navigue sous les couleurs de son rival Silja Line, qui est à présent l'armateur le plus puissant de la mer Baltique. Mais Viking Line parviendra à maintenir sa présence sur ses lignes avec une flotte relativement plus vieille que celle de Silja.

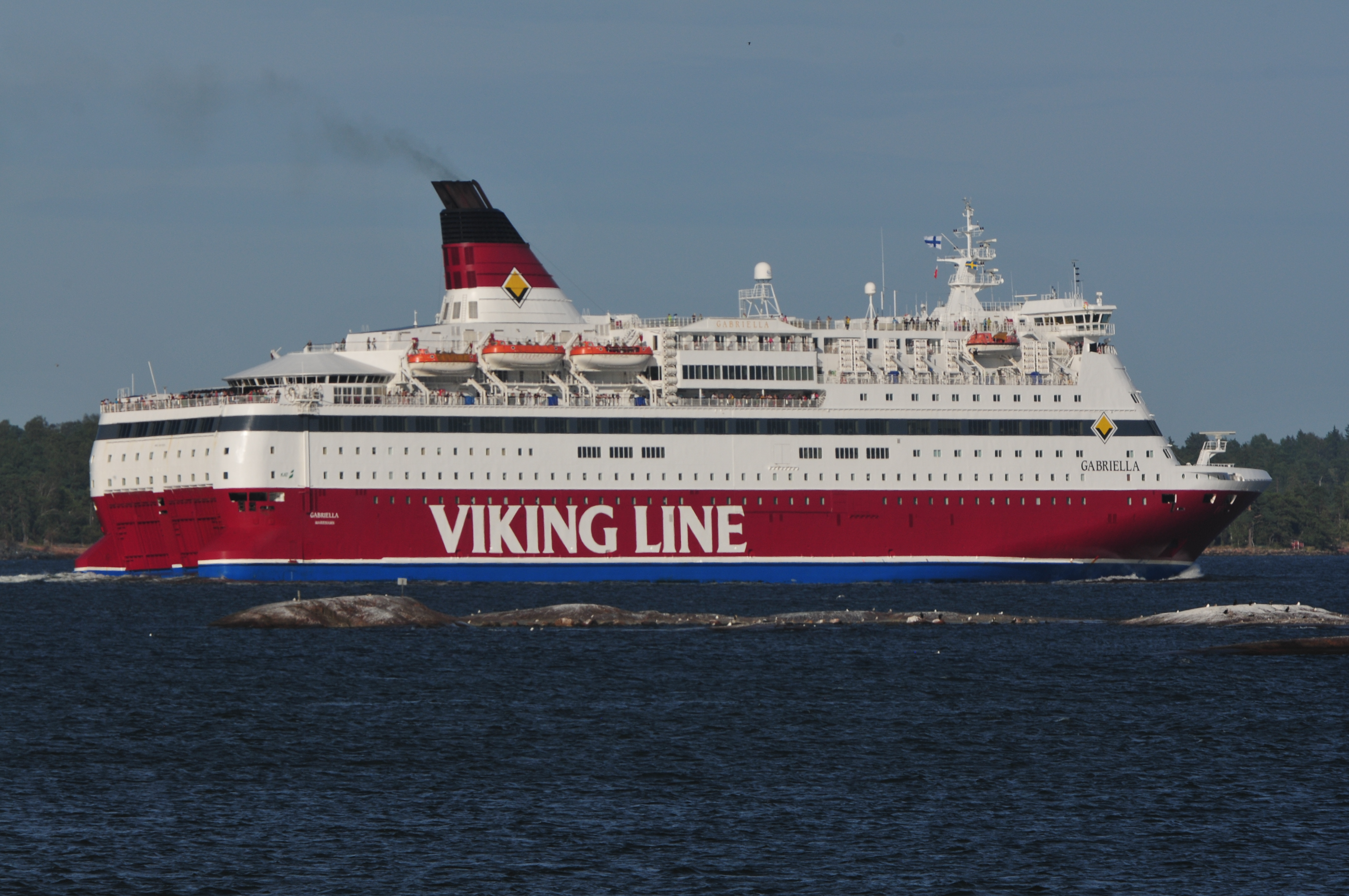
Le Gabriella sister-ship des Amorella et Isabella, racheté en 1997.

En 1995, SF Line reprend le nom de Viking Line. Entre 1994 et 1996, la compagnie relie Helsinki à Tallinn durant l'été à l'aide de deux catamarans affrétés. En 1997, le Silja Scandinavia, sister-ship de l‘Amorella et de l‘Isabella, est acquis auprès de Sea-Link Shipping AB et renommé Gabriella. À cette même période, Viking Line aurait eu comme projet de faire construire une paire de cruise-ferries afin de se maintenir au niveau de son concurrent Silja Line, mais ces plans ont visiblement été mis de côté.
En 2005, la compagnie commande son premier navire neuf depuis l‘Europa en 1989. L'année suivante, Sea Containers Ltd, propriétaire de Silja Line depuis 1999, met celle-ci en vente. Viking Line fait une offre de rachat, mais Silja Line est reprise par le groupe estonien Tallink.

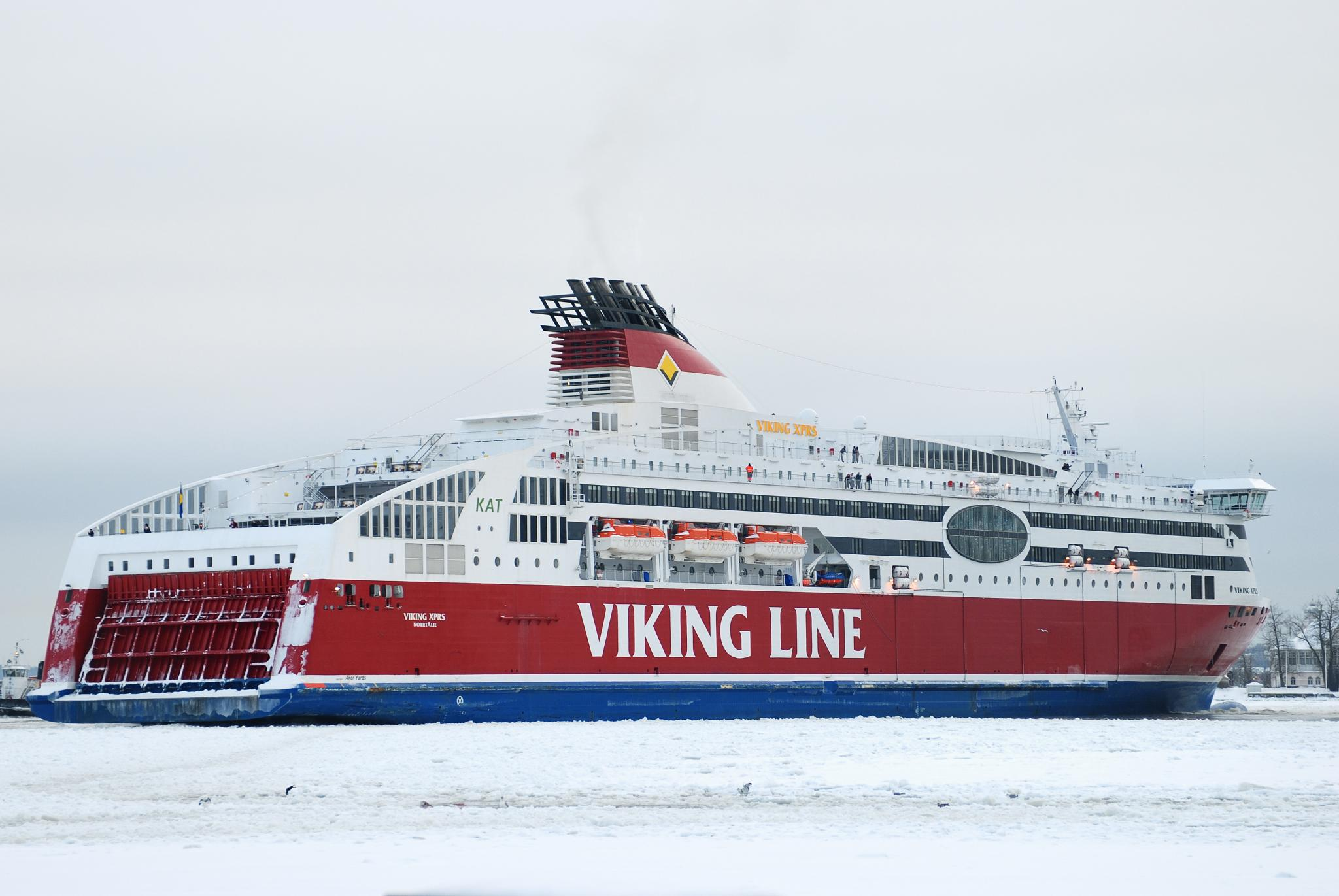
Le Viking XPRS première commande de Viking Line depuis 1990.

Le nouveau navire, baptisé Viking XPRS, est mis en service en avril 2008. Entre-temps, en 2007, la compagnie avait commandé aux chantiers Astilleros de Sevilla un nouveau car-ferry destiné à remplacer le Rosella sur la ligne Mariehamn - Kapellskär. Baptisé Viking ADCC, le navire devait être livré au cours de l'année 2009, cependant, après plusieurs reports, Viking Line annoncera en janvier 2010 que la commande est annulée.

### Depuis 2010
Après s'être remise de ses problèmes rencontrés dans les années 1990, Viking Line verra un changement au niveau de sa direction qui aura pour principale conséquence de lui redonner sa place méritée sur les lignes de la mer Baltique avec la mise en service d'unités modernes, imposantes et écologiques.

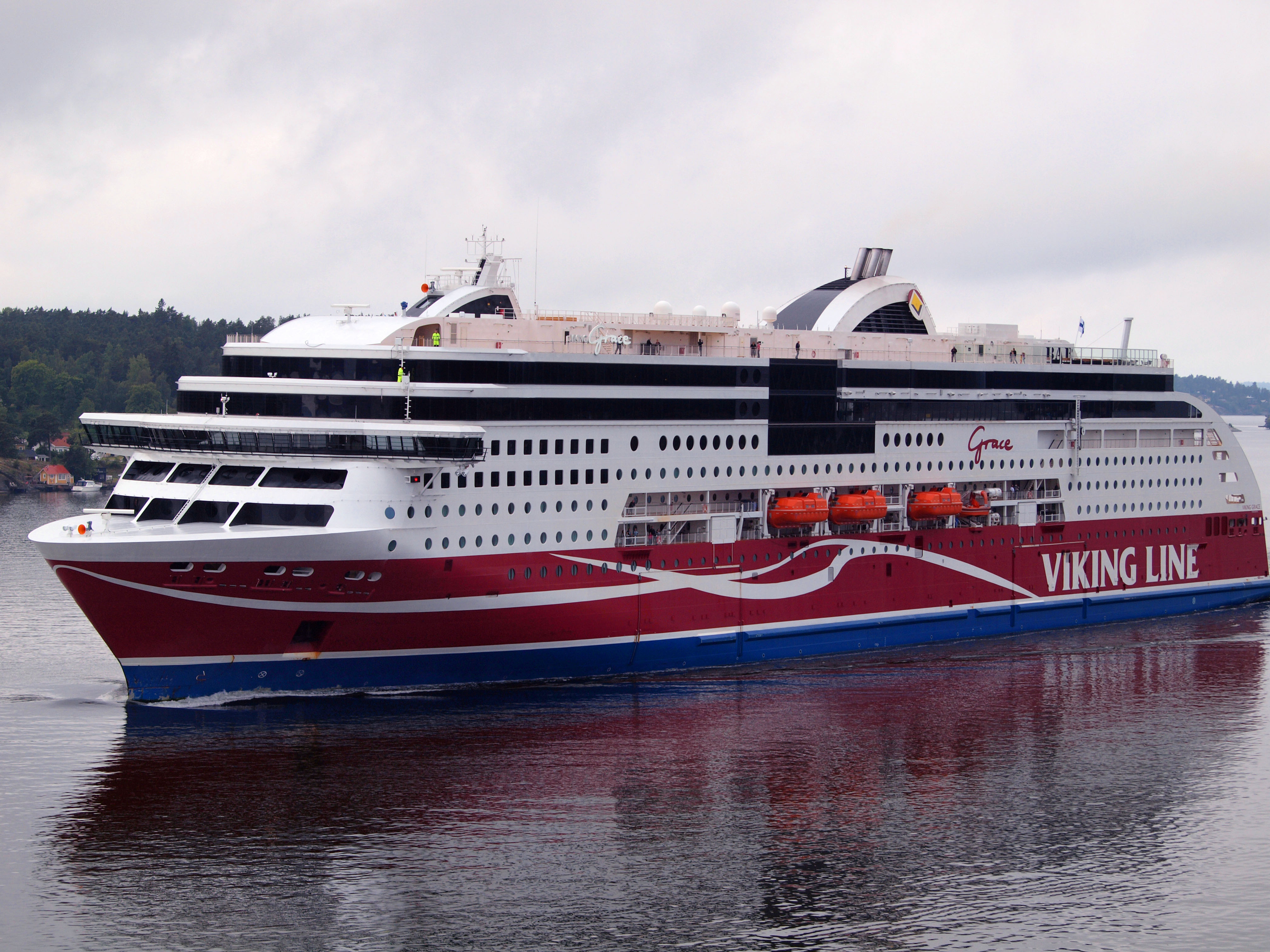
Le Viking Grace premier cruise-ferry propulsé au gaz naturel liquéfié.

En juillet 2010, Nils-Erik Eklund, directeur général de la compagnie, prend sa retraite et est remplacé par Mikael Backman, ayant travaillé par le passé pour Royal Caribbean International. Il annonce dans des entrevues son ambition de doter Viking Line d'une flotte de qualité similaire à celle des paquebots de luxes afin de promouvoir les services de la compagnie finlandaise à la clientèle américaine.
Lors d'un séminaire tenu en janvier 2010, Backman déclare que Viking Line négocie avec neuf chantiers différents pour la construction de navires prévus pour remplacer l‘Amorella et l‘Isabella sur la ligne Turku - Mariehamn - Stockholm. La propulsion au gaz naturel liquéfié ainsi que des technologies visant à réduire les émissions sont envisagés.
En octobre 2010, la compagnie signe une lettre d'intention avec les chantiers STX Turku pour la construction du premier navire. La commande est passée deux mois plus tard et le gigantesque cruise-ferry baptisé Viking Grace est mis en service en janvier 2013 en remplacement de l‘Isabella, vendu. Une option de commande d'un sister-ship a été proposée mais déclinée par Viking Line.
En novembre 2016, Viking Line annonce avoir signé une lettre d'intention avec les chantiers chinois Xiamen Shipbuilding pour la construction d'un nouveau navire destiné à remplacer l‘Amorella. En plus de la propulsion au GNL, une motorisation aux rotors est également envisagée. La commande de ce navire est passée en juillet 2017.

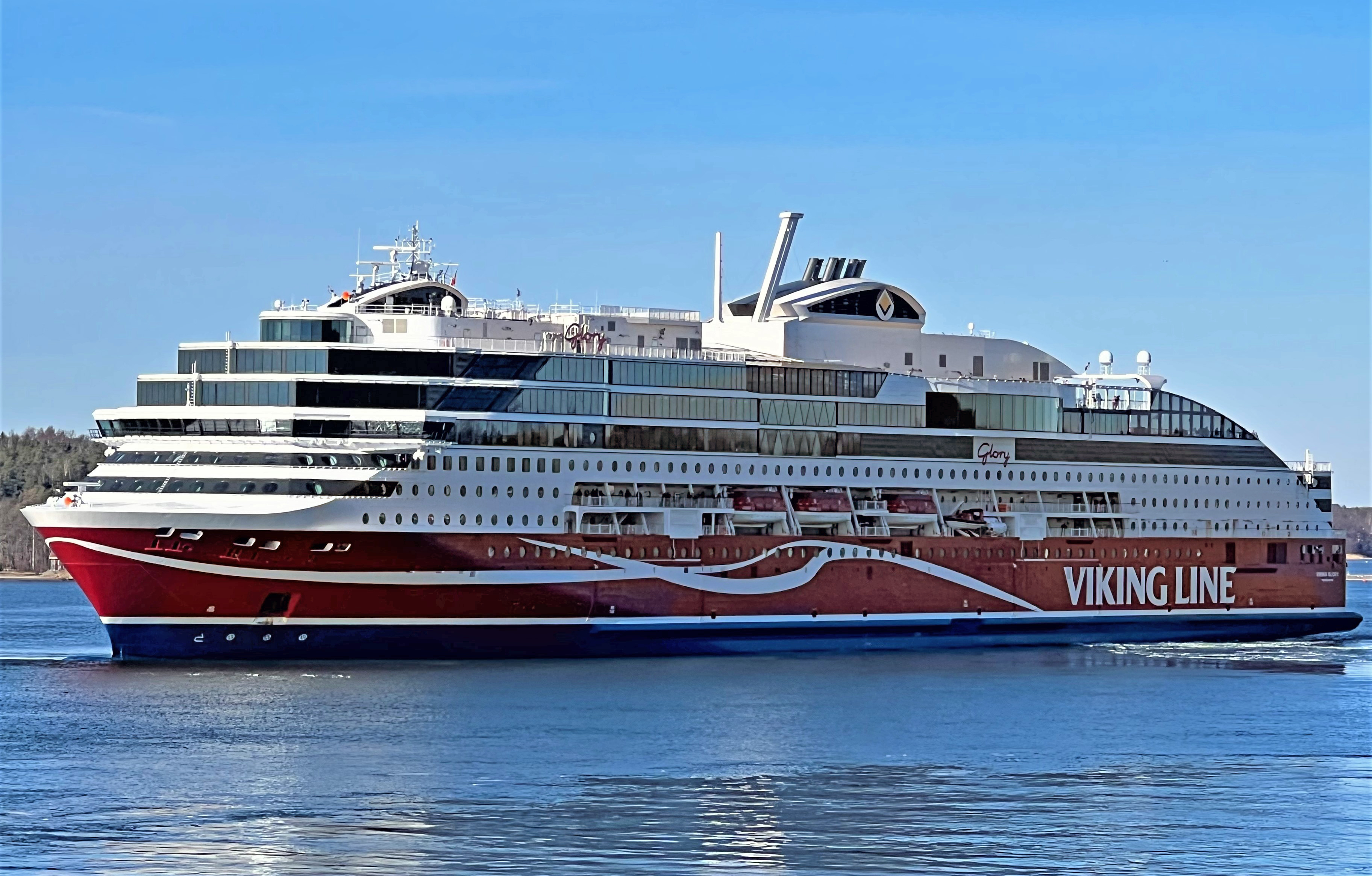
Le Viking Glory, second cruise-ferry propulsé au GNL aligné par Viking Line en mars 2022.

Au cours de l'année 2020, les services de Viking Line ainsi que des autres opérateurs de la mer Baltique sont perturbés par la crise sanitaire provoquée par la pandémie de Covid-19. À partir du 18 mars, en raison la flambée incontrôlable de l'épidémie, la liaison Helsinki - Mariehamn - Stockholm est suspendue ainsi que les croisières effectuées par le Viking Cinderella et le Rosella. Malgré la dégradation de la situation, les lignes Turku - Mariehamn - Stockholm et Helsinki - Tallinn restent quant à elles maintenues, bien que le trafic passager soit soumis à des restrictions. Durant la saison d'été, la compagnie tente tant bien que mal de trouver une utilisation alternative à ses navires immobilisés. Ainsi, devant la stabilisation de l'épidémie, les navires Gabriella et Mariella sont employés sur des mini-croisières en Finlande et en Estonie. En dépit de cela, la situation financière de Viking Line est très affecttée par cette crise sanitaire, la compagnie enregistre en effet une baisse de 70% du trafic passager ainsi que des pertes s'élevant à plus de 50 millions d'euros pour l'année 2020. Les perspectives pour 2021 sont d'autant plus troubles du fait de la recrudescence de l'épidémie à l'automne. Devant le manque de visibilité quant à la réouverture de la liaison Helsinki - Mariehamn - Stockholm, la direction décide en mai 2021 de se séparer du ferry Mariella, exploité sur cet axe avant la crise. Si l'année 2021 débute sous la menace du prolongement des restrictions, le trafic est cependant progressivement rétabli au cours de l'été avec la reprise partielle de la ligne Helsinki - Mariehamn - Stockholm en juillet et des croisières entre Stockholm et Mariehamn au mois d'août. Alors que les restrictions sanitaires aux voyages s’allègent, le Viking Glory quitte enfin son chantier chinois pour venir assurer à partir de mars 2022 la liaison bi-quotidienne Turku - Mariehamn - Stockholm en remplacement de l’Amorella qui est transféré sur la ligne Helsinki - Mariehamn - Stockholm avant de finalement quitter la flotte à son tour le 18 septembre.

## Lignes desservies
Viking Line exploite sa flotte sur trois lignes en mer Baltique.

### Finlande-Suède

#### Turku-Mariehamn/Långnäs-Stockholm
Ligne historique de la compagnie desservie par le Viking Glory et le Viking Grace, deux départs quotidiens sont assurés dans les deux sens le matin et le soir. Une escale aux îles Åland est réalisée afin de faire bénéficier aux passagers des tarifs hors-taxe dans les boutiques du bord.

#### Helsinki- Mariehamn - Stockholm
Autre ligne phare de la compagnie, elle est assurée chaque soir dans les deux sens par le Gabriella et le Viking Cinderella. 

### Finlande-Estonie

#### Helsinki -Tallinn
La ligne est desservies deux fois par jour dans les deux sens par le Viking XPRS. Des voyages de nuit, à faible vitesse, sont également proposés.

## Flotte

### Flotte actuelle
En 2025, la flotte de Viking Line est composée de cinq navires, quatre cruise-ferries et un ferry rapide. 
| Navire            | Pavillon | Type         | Construction | Entrée en flotte | Tonnage    | Longueur | Largeur | Passagers | Véhicules | Vitesse    | Statut     |
| ----------------- | -------- | ------------ | ------------ | ---------------- | ---------- | -------- | ------- | --------- | --------- | ---------- | ---------- |
| Viking Glory      |          | Cruise-ferry | 2021         | 2021             | 65 211 UMS | 222,55 m | 36 m    | 2 800     | 640       | 22 nœuds   | En service |
| Viking Grace      |          | Cruise-ferry | 2013         | 2013             | 57 565 UMS | 218 m    | 31,80 m | 2 800     | 500       | 22 nœuds   | En service |
| Viking Cinderella |          | Cruise-ferry | 1989         | 1989             | 46 398 UMS | 191 m    | 29,60 m | 2 700     | 480       | 22 nœuds   | En service |
| Gabriella         |          | Cruise-ferry | 1992         | 1997             | 35 492 UMS | 171,50 m | 28,20 m | 2 420     | 400       | 21,5 nœuds | En service |
| Viking XPRS       |          | Ferry rapide | 2008         | 2008             | 35 918 UMS | 185 m    | 27,70 m | 2 500     | 240       | 25 nœuds   | En service |

### Anciens navires
| Navire                       | Pavillon | Type                    | Mise en service | Période                            | tonnage    | Longueur | Largeur | Passagers | Véhicules       | Vitesse    | Statut |
| ---------------------------- | -------- | ----------------------- | --------------- | ---------------------------------- | ---------- | -------- | ------- | --------- | --------------- | ---------- | --- |
| Boge                         |          | Cargo                   | 1956            | 1961-1963                          | 530 UMS    | 66,35 m  | 10,04 m | 436       | 45              | 12 nœuds   | Coulé en 1981. |
| Slite                        |          | Ferry                   | 1955            | 1959-1964 (affrété)                | 1 000 UMS  | 56,47 m  | 10,11 m | 195       | 30              | 11 nœuds   | Rendu à son propriétaire. |
| Panny                        |          | Paquebot                | 1942            | 1963-1964                          | 715 UMS    | 73,10 m  | 9,17 m  | 200       | 70              | 10 nœuds   | Démoli en 1985. |
| Drotten                      |          | Paquebot                | 1929            | 1964-1967                          | 819 UMS    | 56,53 m  | 9,34 m  | 480       | -               | 12 nœuds   | Démoli en 1978. |
| Apollo                       |          | Ferry                   | 1964            | 1964-1967                          | 1 291 UMS  | 61,78 m  | 12,58 m | 580       | 50              | 18 nœuds   | Démoli en 2006. |
| Stena Baltica                |          | Ferry                   | 1966            | 1967 (affrété)                     | 1 157 UMS  | 61,78 m  | 12,58 m | 580       | 50              | 18 nœuds   | Rendu à son propriétaire. |
| Travemünde                   |          | Ferry                   | 1964            | 1969 (affrété)                     | 2 498 UMS  | 93,22 m  | 16,21 m | 1 000     | 140             | 18 nœuds   | Rendu à son propriétaire. |
| Visby                        |          | Ferry                   | 1964            | 1965, 1967-1970 (affrété)          | 2 825 UMS  | 88,19 m  | 16,41 m | 1 200     | 120             | 18,5 nœuds | Rendu à son propriétaire. |
| Viking                       |          | Ferry                   | 1924            | 1959-1970                          | 1 765 UMS  | 99,05 m  | 12,53 m | 900       | 85              | 18,5 nœuds | Coulé en 1987. |
| Botnia Express               |          | Ferry                   | 1960            | 1970 (affrété)                     | 2 240 UMS  | 86,47 m  | 14,79 m | 809       | 152             | 18,5 nœuds | Coulé en 1987. |
| Neckartal                    |          | Roulier                 | 1970            | 1971 (affrété)                     | 1 000 UMS  | 97,01 m  | 15,80 m | 12        | 350 m linéaires | 16,5 nœuds | Rendu à son propriétaire. |
| Mignon                       |          | Roulier                 | 1970            | 1972 (affrété)                     | 2 885 UMS  | 112,71 m | 16,11 m | 12        | 900 m linéaires | 15 nœuds   | Rendu à son propriétaire. |
| Ålandsfärjan                 |          | Ferry                   | 1933            | 1963-1972                          | 1 542 UMS  | 79,01 m  | 11,88 m | 800       | 40              | 18,5 nœuds | Démoli en 1973. |
| Apollo                       |          | Ferry                   | 1970            | 1970-1976                          | 4 238 UMS  | 108,07 m | 17,25 m | 1 200     | 260             | 18,5 nœuds | Démoli en 2021. |
| Viking 2                     |          | Ferry                   | 1940            | 1968-1978                          | 1 217 UMS  | 70,02 m  | 11,54 m | 700       | 65              | 16 nœuds   | Incendié en 1978 puis démoli l'année suivante. |
| Travtal                      |          | Roulier                 | 1970            | 1977, 1978 (affrété)               | 1 599 UMS  | 114,86 m | 17,63 m | 12        | 768 m linéaires | 16 nœuds   | Rendu à son propriétaire. |
| Dana Gloria Ålandsfärjan     |          | Ferry                   | 1966            | 1978 (affrété)                     | 2 446 UMS  | 92,66 m  | 16,86 m | 800       | 135             | 19,5 nœuds | Démoli en 2010. |
| Gotlandia Viking 2           |          | Ferry                   | 1965            | 1978 (affrété)                     | 1 413 UMS  | 71 m     | 14,58 m | 800       | 140             | 17 nœuds   | Abandonné à Keratsini depuis 2016. |
| Kapella                      |          | Ferry                   | 1967            | 1967-1979                          | 3 159 UMS  | 97,54 m  | 18,22 m | 1 200     | 220             | 19 nœuds   | Démoli en 2006. |
| Diana                        |          | Ferry                   | 1972            | 1972-1979                          | 4 152 UMS  | 108,70 m | 17,25 m | 1 200     | 265             | 18,5 nœuds | Navigue actuellement en mer Rouge sous le nom de Rahal. |
| Viking 4                     |          | Ferry                   | 1973            | 1973-1980                          | 4 477 UMS  | 109,15 m | 17,25 m | 1 200     | 265             | 19,5 nœuds | Démoli en 2005. |
| Viking 6                     |          | Ferry                   | 1967            | 1974-1980                          | 5 073 UMS  | 110,80 m | 18,04 m | 1 170     | 210             | 23,5 nœuds | Démoli en 2001. |
| Marella                      |          | Ferry                   | 1970            | 1970-1981                          | 3 930 UMS  | 99,15 m  | 17,20 m | 1 200     | 225             | 18,5 nœuds | Démoli en 2004. |
| Viking 5                     |          | Ferry                   | 1974            | 1974-1981                          | 5 286 UMS  | 117,79 m | 17,25 m | 1 200     | 300             | 19,5 nœuds | Démoli en 2015. |
| Aurella                      |          | Ferry                   | 1973            | 1973-1982                          | 7 210 UMS  | 125,22 m | 21,53 m | 1 500     | 420             | 21,5 nœuds | Démoli en 2024. |
| Drotten Aurella              |          | Ferry                   | 1972            | 1982 (affrété)                     | 6 665 UMS  | 123,86 m | 20,86 m | 1 670     | 300             | 20 nœuds   | A navigué pour Corsica Ferries - Sardinia Ferries sous le nom de Sardinia Regina de 1985 à 2021, navigue actuellement sous le nom de Kevalay Queen.                                                 |
| Buenavista                   |          | Ferry                   | 1971            | 1982 (affrété)                     | 2 719 UMS  | 95 m     | 16,21 m | 750       | 200             | 19 nœuds   | Rendu à son propriétaire. |
| Dana Corona Ålandsfärjan     |          | Ferry                   | 1969            | 1983 (affrété)                     | 7 988 UMS  | 124,85 m | 19,31 m | 691       | 120             | 21 nœuds   | Rendu à son propriétaire. |
| Viking 1                     |          | Ferry                   | 1970            | 1970-1983                          | 4 239 UMS  | 108,68 m | 17,24 m | 1 200     | 260             | 18,5 nœuds | Abandonné puis coulé au large de Suez en 2002. |
| Fuldatal                     |          | Roulier                 | 1971            | 1983, 1984 (affrété)               | 1 599 UMS  | 114,86 m | 17,63 m | 12        | 768 m linéaires | 16 nœuds   | Rendu à son propriétaire. |
| Mikkel Mols Viking 2 Teistin |          | Ferry                   | 1969            | 1979, 1984, 1985 (affrété)         | 2 430 UMS  | 92,66 m  | 16,72 m | 800       | 135             | 20 nœuds   | Affrété en 1984 et 1985 puis rendu à son propriétaire. Navigue actuellement pour Moby Lines sous le nom de Moby Ale.                                                                                |
| Viking Song                  |          | Ferry                   | 1980            | 1980-1985                          | 14 330 UMS | 145,19 m | 25,51 m | 2 000     | 462             | 21,3 nœuds | Navigue actuellement pour la compagnie espagnole Balearia sous le nom de Regina Baltica. |
| Arona                        |          | Roulier                 | 1972            | 1985 (affrété)                     | 2 386 UMS  | 118,09 m | 16,04 m | 12        | 866 m linéaires | 18 nœuds   | Rendu à son propriétaire. |
| Viking Saga                  |          | Ferry                   | 1980            | 1980-1986                          | 14 330 UMS | 145,19 m | 25,51 m | 2 000     | 462             | 21,3 nœuds | Transféré au sein de la filiale croisière de Sally. Incendié en 1990, le navire est totalement reconstruit en 1992. Il sert actuellement de paquebot de croisière sous le nom de Celestyal Crystal. |
| Turella                      |          | Ferry                   | 1979            | 1979-1988                          | 10 604 UMS | 136,11 m | 24,24 m | 1 700     | 554             | 21,5 nœuds | Navigue actuellement en mer Adriatique sous le nom Rigel III. |
| Apollo III                   |          | Paquebot                | 1962            | 1976-1989                          | 4 334 UMS  | 101,40 m | 19,25 m | 1 020     | 60              | 16 nœuds   | Rayé des listes en 2013. |
| Roslagen Viking 3            |          | Ferry                   | 1972            | 1972-1976, 1989                    | 4 299 UMS  | 108,70 m | 17,24 m | 1 200     | 265             | 18,5 nœuds | D'abord vendu en 1976 à Vasa-Umeå Ab, puis affrété par Viking Line en 1989. Navigue actuellement en mer Égée sous le nom de Ionian Spirit.                                                          |
| Gunilla                      |          | Roulier                 | 1972            | 1986, 1987, 1988 et 1990 (affrété) | 2 384 UMS  | 119 m    | 16,10 m | 12        | 866 m linéaires | 18 nœuds   | Rendu à son propriétaire. |
| Viking Sally                 |          | Ferry                   | 1980            | 1980-1990                          | 15 566 UMS | 155,43 m | 24,21 m | 2 000     | 460             | 21 nœuds   | Repris par Silja Line. Coulé en 1994 sous le nom d‘Estonia. |
| Olympia                      |          | Cruise-ferry            | 1986            | 1986-1993                          | 37 583 UMS | 176,82 m | 28,41 m | 2 500     | 580             | 22 nœuds   | Vendu aux enchères après la faillite de Slite. Navigue actuellement en Méditerranée pour le compte de Moby Lines sous le nom de Moby Orli.                                                          |
| Athena                       |          | Cruise-ferry            | 1989            | 1989-1993                          | 40 012 UMS | 176,60 m | 29,61 m | 2 200     | 490             | 21 nœuds   | Vendu aux enchères après la faillite de Slite, navigue actuellement pour le compte de la compagnie Go Nordic Cruiseline sous le nom de Nordic Pearl.                                                |
| Kalypso                      |          | Cruise-ferry            | 1990            | 1990-1993                          | 40 012 UMS | 176,60 m | 29,61 m | 2 200     | 490             | 21 nœuds   | Aquis aux enchères par la société Genting après la faillite de Slite, employé comme navire de croisières à Hong Kong pour le compte de Star Cruises de 1994 à 2022. Démoli en 2022.                 |
| Diana II                     |          | Ferry                   | 1979            | 1979-1994                          | 11 671 UMS | 141,70 m | 24,21 m | 1 900     | 555             | 21 nœuds   | Affrété par TT-Line à partir de 1992 puis vendu en 1994 à EstLine. Employé comme hôtel flottant de 2009 à 2021 sous le nom de Bluefort. Démoli à Alang en 2021.                                     |
| Jupiter                      |          | Ferry                   | 1973            | 1994 (affrété)                     | 11 344 UMS | 146,46 m | 19,90 m | 1 600     | 425             | 21 nœuds   | Rendu à son propriétaire. Démoli en 2012. |
| Condor 9 Viking Express      |          | Navire à grande vitesse | 1990            | 1994 (affrété)                     | ?          | 48,70 m  | 18,40 m | 450       | -               | 35 nœuds   | Rendu à son propriétaire, navigue actuellement aux États-Unis. |
| Condor 10 Viking Express I   |          | Navire à grande vitesse | 1992            | 1995 (affrété)                     | 3 241 UMS  | 74,30 m  | 26 m    | 580       | 90              | 39 nœuds   | Rendu à son propriétaire, navigue actuellement en Corée du Sud. |
| Viking Express II            |          | Navire à grande vitesse | 1992            | 1995 et 1996 (affrété)             | 477 UMS    | 40,60 m  | 10,10 m | 288       | -               | 33,5 nœuds | Rendu à son propriétaire, navigue actuellement en Italie. |
| Viking Express III           |          | Navire à grande vitesse | 1992            | 1996 (affrété)                     | 478 UMS    | 40 m     | 10,10 m | 296       | -               | 33,5 nœuds | Rendu à son propriétaire, navigue actuellement en Italie. |
| Ålandsfärjan                 |          | Ferry                   | 1972            | 1987-2008                          | 16 879 UMS | 105,20 m | 18,93 m | 963       | 180             | 17 nœuds   | Navigue actuellement sous le nom d’Expedition pour la compagnie G.A.P Shipping. |
| Isabella                     |          | Cruise-ferry            | 1989            | 1989-2013                          | 35 154 UMS | 171,25 m | 27,61 m | 2 480     | 364             | 21,5 nœuds | Vendu à Tallink. Fait désormais office d'hôtel flottant au Canada pour la société Bridgemans. |
| Express Viking FSTR          |          | Navire à grande vitesse | 1998            | 2017                               | 5 902 UMS  | 91,30 m  | 26 m    | 900       | 220             | 48 nœuds   | Rendu à son propriétaire au terme de son affrètement. |
| Mariella                     |          | Cruise-ferry            | 1985            | 1985-2021                          | 37 860 UMS | 175,70 m | 28,40 m | 2 447     | 580             | 22 nœuds   | Vendu au groupe Corsica Ferries - Sardinia Ferries. Navigue à présent sous le nom de Mega Regina.                                                                                                   |
| Amorella                     |          | Cruise-ferry            | 1988            | 1988-2022                          | 34 384 UMS | 169,40 m | 27,61 m | 2 420     | 450             | 21,5 nœuds | Vendu au groupe Corsica Ferries - Sardinia Ferries. Rebaptisé Mega Victoria. |
| Rosella                      |          | Ferry                   | 1980            | 1980-2023                          | 16 879 UMS | 136,11 m | 24,24 m | 1 200     | 350             | 21,5 nœuds | Vendu à la compagnie grecque Aegean Speed Lines. |

### Commandes avortées
| Navire      | Pavillon | Type         | Livraison prévue | tonnage    | Longueur | Largeur | Passagers | Véhicules | Vitesse    | Statut |
| ----------- | -------- | ------------ | ---------------- | ---------- | -------- | ------- | --------- | --------- | ---------- | --- |
| Europa      |          | Cruise-ferry | 1993             | 59 912 UMS | 201,80 m | 32,50 m | 3 696     | 400       | 21,5 nœuds | Transféré au sein de Silja Line à cause des difficultés financières de Slite. Navigue actuellement pour Tallink.                                                                                                  |
| Viking ADCC |          | Ferry        | 2009             | 15 600 UMS | 133 m    | 21,90 m | 1 500     | 320       | 22 nœuds   | Après des retards de livraison, sa construction est annulée par Viking Line. Le contrat de construction est repris par la compagnie espagnole Trasmediterranea en 2017. Le navire navigue actuellement au Canada. |